# Palpita australica
Palpita australica là một loài bướm đêm trong họ Crambidae.